# پائول استینهاردت
 پائول استینهاردت (انگلیسی: Paul Steinhardt؛ زاده ۲۵ دسامبر ۱۹۵۲) یک دانشمند اهل ایالات متحده آمریکا است.